# Кокоа смугастошиїй
Коко́а смугастошиїй (Xiphorhynchus obsoletus) — вид горобцеподібних птахів родини горнерових (Furnariidae). Мешкає в Амазонії та на Гвіанському нагір'ї

## Опис
Довжина птаха становить 18-20,5 см. Самці важать 27-37 г, самиці 24-36 г. Довжина дзьоба становить 2 см. Забарвлення переважно коричневе, крила і хвіст рудувато-коричневі або руді, горло охристе або рожевувате. Груди темно-каштанові, поцятковані білуватими або охристими смужками, живіт темно-коричневий. Голова і спина поцятковані жовтуватими смужками.

## Підвиди
Виділяють чотири підвиди:

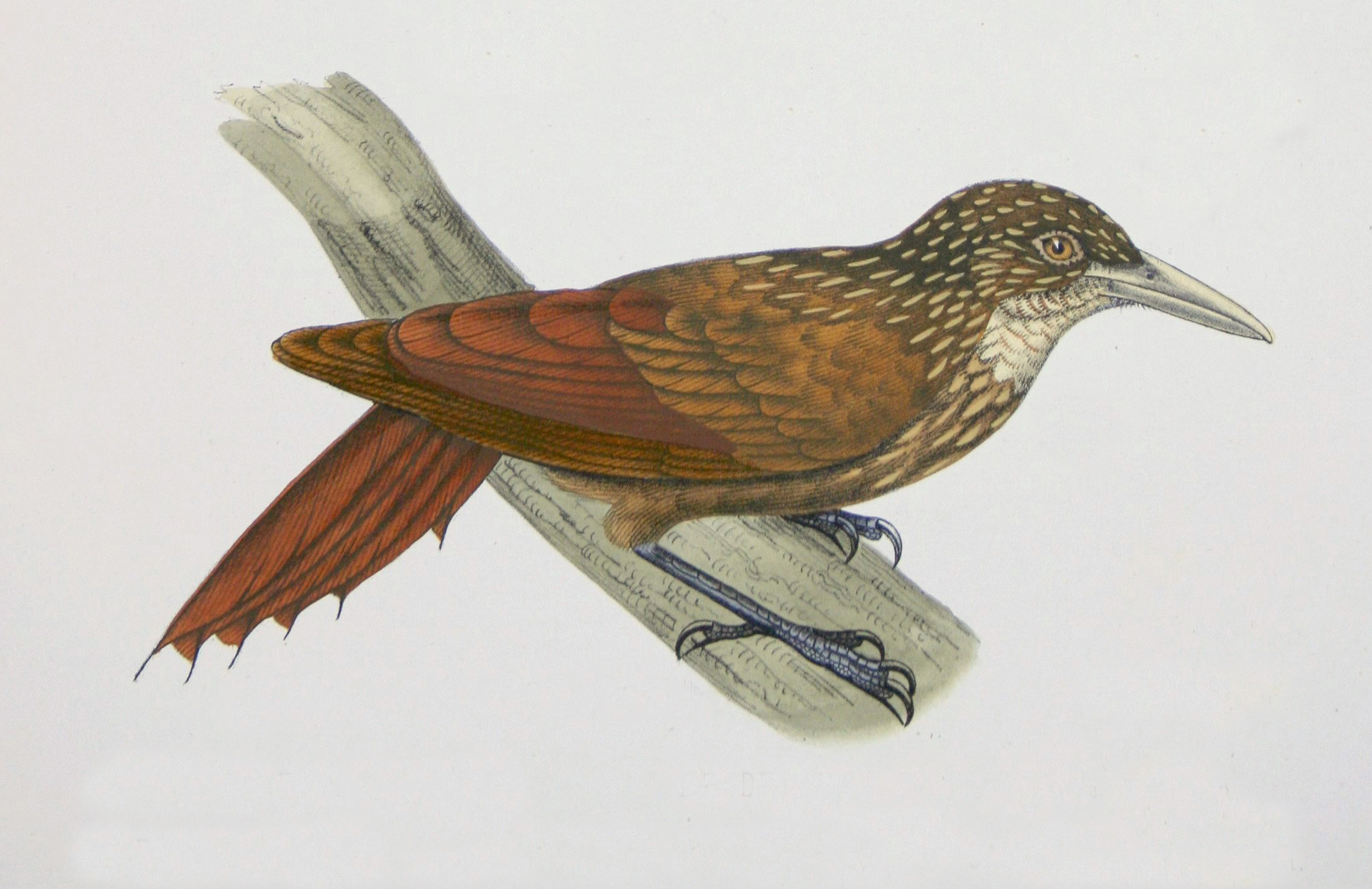
Смугастошиї кокоа

- X. o. palliatus (Des Murs, 1856) — південно-східна Колумбія (Мета, Какета), схід Еквадору і Перу, захід Бразильської Амазонії (на схід до річок Ріу-Негру і Журуа) і північна Болівія;
- X. o. notatus (Eyton, 1852) — басейни річок Апуре, Ориноко, Каура і Ріу-Негру на сході Колумбії (Араука, Вічада, у західній і південній Венесуелі та на північному заході Бразилії;
- X. o. obsoletus (Lichtenstein, MHK, 1820) — східна Венесуела (Монагас, Дельта-Амакуро), Гвіана, північна Бразилія (від нижньої течії Ріу-Негру на схід до Амапи та від Мадейри на схід до Токантінса і північно-східна Болівія;
- X. o. caicarae Zimmer, JT & Phelps, 1955 — середня течія річки Ориноко у центральній Венесуелі (північно-західний Болівар).

## Поширення і екологія
Смугастошиї кокоа мешкають в Колумбії, Венесуелі, Гаяні, Французькій Гвіані, Суринамі, Еквадорі, Перу, Бразилії і Болівії. Вони живуть в підліску вологих рівнинних тропічних лісів, в заболочених лісах, на болотах та в заростях на берегах річок і озер. Зустрічаються на висоті до 500 м над рівнем моря.